# Peugeot Type 54
La Peugeot Type 54 est un modèle d'automobile produit par le constructeur français Peugeot en 1903.